# Batalha do Burbia
A Batalha do Burbia foi uma batalha travada no ano de 791 entre as tropas do Reino das Astúrias comandadas pelo rei das Astúrias Bermudo I, e as tropas do Emirado de Córdova lideradas pelo Emir Hixame I. A batalha ocorreu no contexto de um conflito do emirado contra os rebeldes cristãos do norte da Península Ibérica. A batalha foi travada perto do Rio Burbia, numa localidade que hoje é conhecida por Villafranca del Bierzo. Esta disputa resultou numa derrota para as forças cristãs e a subsequente vitória do Emir e do seu emirado, prolongando ainda mais a processo da reconquista cristã.

## A batalha
O Emir, numa tentativa para anexar o Reino das Astúrias, organizou dois exércitos para proceder à anexação. O primeiro exército tinha como missão conquistar a Galiza, e o segundo exército a missão de conquistar a parte ocidental dos domínios bascos. 
Quando Hixame regressava a Córdova com os seus espólios de guerra, as forças cristãs atacaram. Os muçulmanos, liderados pelo general Iúçufe ibne Bujite, conseguiram com sucesso repelir o ataque das forças cristãs, resultando numa vitória ainda mais decisiva para o Emirado de Córdova.

## Consequências
A retirada do exército asturiano resultou na abdicação do rei Bermudo I a favor de Afonso II das Astúrias. Como novo rei, Afonso II moveu a capital para Oviedo, uma antiga cidade romana. Segundo a tradição da velha monarquia visigoda, ele foi coroado rei no dia 14 de setembro de 791, em Toledo. Bermudo regressou à sua antiga vida clerical no mesmo ano, e acabou por morrer em 797. Ele é recordado como um generoso, ilustre e magnânimo rei.